# Just Say Ozzy
Just Say Ozzy é um EP ao vivo de Ozzy Osbourne lançado em 1990. É o único álbum ao vivo de Ozzy com Geezer Butler no baixo.

## Visão Geral
A capa afirma que Just Say Ozzy foi gravado na Brixton Academy de Londres em novembro de 1989. No entanto, nenhuma data conhecida corresponde (a turnê terminou em agosto de 1989 em Moscou), e a música parece ter sido regravada e mixada no Electric Lady Studios em Nova York com o engenheiro Adam Yellin com o barulho da platéia e algumas faixas mantidas na gravação original ao vivo.
O álbum - junto com The Ultimate Sin e Live & Loud - foi excluído do catálogo de Ozzy e não foi remasterizado e reeditado junto com o resto dos álbuns de Ozzy em 2002. Isso se deve principalmente a uma contínua luta legal com o baixista / compositor Phil Soussan sobre a música "Shot in the Dark".
Just Say Ozzy alcançou o número 58 na Billboard 200 e foi certificado em 21 de julho de 1993.
As faixas "Sweet Leaf" e "War Pigs" foram compostas e gravadas originalmente pelo Black Sabbath, o grupo que Osbourne liderou na década de 1970.

## Faixas
| N.º | Título                  | Compositor(es)                                          | Duração |  |
| 1.  | "Miracle Man"           | Ozzy Osbourne, Zakk Wylde, Bob Daisley                  | 4:01    |  |
| 2.  | "Bloodbath in Paradise" | Osbourne, Wylde, Daisley, Randy Castillo, John Sinclair | 5:00    |  |
| 3.  | "Shot in the Dark"      | Osbourne, Phil Soussan                                  | 5:33    |  |
| 4.  | "Tattooed Dancer"       | Osbourne, Wylde, Daisley                                | 3:47    |  |
| 5.  | "Sweet Leaf"            | Osbourne, Tony Iommi, Geezer Butler, Bill Ward          | 3:22    |  |
| 6.  | "War Pigs"              | Osbourne, Iommi, Butler, Ward                           | 8:24    |  |

## Créditos
- Ozzy Osbourne - vocais
- Zakk Wylde - guitarra
- Geezer Butler - baixo
- Randy Castillo - bateria
- John Sinclair - teclados